# Glypta ignota
Glypta ignota är en stekelart som beskrevs av Dasch 1988. Glypta ignota ingår i släktet Glypta och familjen brokparasitsteklar. Inga underarter finns listade i Catalogue of Life.